# Willi Krakau
Willi Krakau (4 december 1911 - Peine, 26 april 1995) was een Formule 1-coureur uit Duitsland. Hij reed in 1952 zijn thuisrace voor het team AFM, maar scoorde hierin geen punten.